# FFmpeg
FFmpeg is vrije software die audio- en videobestanden converteert. Ook ondersteunt FFmpeg het converteren van streams zoals televisie- of webcambeelden.

## Mogelijkheden
FFmpeg kan diverse invoer- en uitvoerformaten aan en herkent deze volautomatisch. Conversie van bijvoorbeeld MPEG4 (ASF) naar FLV (Flash Video) of RM (RealMedia) is mogelijk. Ook bitrates en framerates kunnen worden gewijzigd. In combinatie met FFserver kunnen webgebaseerde (live) videostreams worden verzorgd. Een enkelvoudige invoerstroom in een bepaald formaat - bijvoorbeeld afkomstig van een Linksys- of Axis-camera - kan zo door vele cliënten worden bekeken, en in vele formaten, bitrates en framerates worden getoond.
FFmpeg wordt gebruikt door VLC Media Player.

## Versiegeschiedenis
- 0.8.7: uitgebracht op 21 november 2011
- 0.9 (11 december 2011): ondersteuning voor PulseAudio en ARM-optimalisaties
- 0.9.1 (5 januari 2012)
- 0.10 Freedom (27 januari 2012):[3]
  - nieuwe encoders en decoders voor de ondersteuning van bijkomende formaten: XWD, y41p Brooktree Uncompressed, v308 Quicktime Uncompressed en ffwavesynth;
  - Een nieuwe OpenMG Audio-muxer;
  - 15 beveiligingsproblemen werden opgelost.
- 0.11 Happiness (26 mei 2012)[4]
  - nieuwe encoders en decoders voor bijkomende formaten: Blu-ray, Apples ProRes, WMA Lossless en RealAudio Lossless;
  - Een aantal bugs opgelost.
- 1.0 Angel (28 september 2012)[5]
- 1.1 Fire Flower (7 januari 2013)[6][7]
  - Ondersteuning voor: Opus (via libopus), 24-bit FLAC, afspelen van verschillende Silicon Graphics-formaten.
- 1.2 Magic (15 maart 2013)[8]
- 2.0 Nameless (10 juli 2013)[9]
  - Ondersteuning voor OpenCL, Monkey's Audio 3.93+ en veel toevoegingen[10]
- 2.1 Fourier (28 oktober 2013)[11]
  - Ondersteuning voor VP9, H.265/HEVC-decodering, PulseAudio-uitvoer, RTMP seek-ondersteuning, EXIF-metadata uitlezen van JPEG-afbeeldingen, Opus-ondersteuning in Matroska-containers, ondersteuning voor lossless en transparantie in de WebP-decoder en SFTP-ondersteuning.
- 2.2 (24 maart 2014)
- 2.3 Mandelbrot (17 juli 2014)[12]
  - On2 Technologies TrueMotion VP7-videodecoder, ingebouwde Opus-decoder voor verbeterde stabiliteit en snelheid,[12] Blackfin- en SPARC-optimalisaties werden verwijderd (niet-onderhouden code)[12] en enkele API-wijzigingen.[12]
- 2.4 Fresnel (14 september 2014)
- 2.5 Bohr (5 december 2014) geanimeerde WebP-decodering, geanimeerde PNG-ondersteuning, videop-streamfuncties uitgebreid[13]
- 2.6 Grothendieck (7 maart 2015)
- 2.7 Nash (10 juni 2015)
- 2.8 (9 september 2015)
- 3.0 Einstein (15 februari 2016)
- 3.1 Laplace (27 juni 2016)